# Archandrodesmus riparius
Archandrodesmus riparius är en mångfotingart som beskrevs av Carl 1932. Archandrodesmus riparius ingår i släktet Archandrodesmus och familjen fingerdubbelfotingar. Inga underarter finns listade i Catalogue of Life.